# トニー・ダマリオ
トニー・ダマリオ（Tony D'Amario、1961年 - 2005年）は、フランスの俳優である。

## 人物
歌手としてデビューした後、3年間通った脚本の学校の教師が彼をエージェントに紹介したことにより、俳優としてのキャリアがスタートした。
最初に得た役は『ジャンヌ・ダルク』のコンピエーニュ公である。その後、テレビ映画の『protection raprochee´』他、『La ve´rite si je men2』、『Banlieue13』、日本では、『アルティメット』のk2役など、大役から脇役までさまざまな作品に出演した。
2005年、急病のため44歳で死去した。

## 主な出演作品
- Jeanne d'Arc （1999年）
- La Vérité si je mens ! 2 （2001年）
- Tanguy（2001年）
- Les morsures de l'aube（2001年）
- A+ Pollux（2002年）
- Aram（2002年）
- Central Nuit（2003年）
- Corps a corps（2003年）
- Lovely Rita, sainte patronne des cas désespérés（2003年）
- Podium（2004年）
- アルティメット Banlieue 13（2004年）
- Le Tuteur（2005年）
- Last Hour（2006年）